# Adalbertstraße 98 (München)

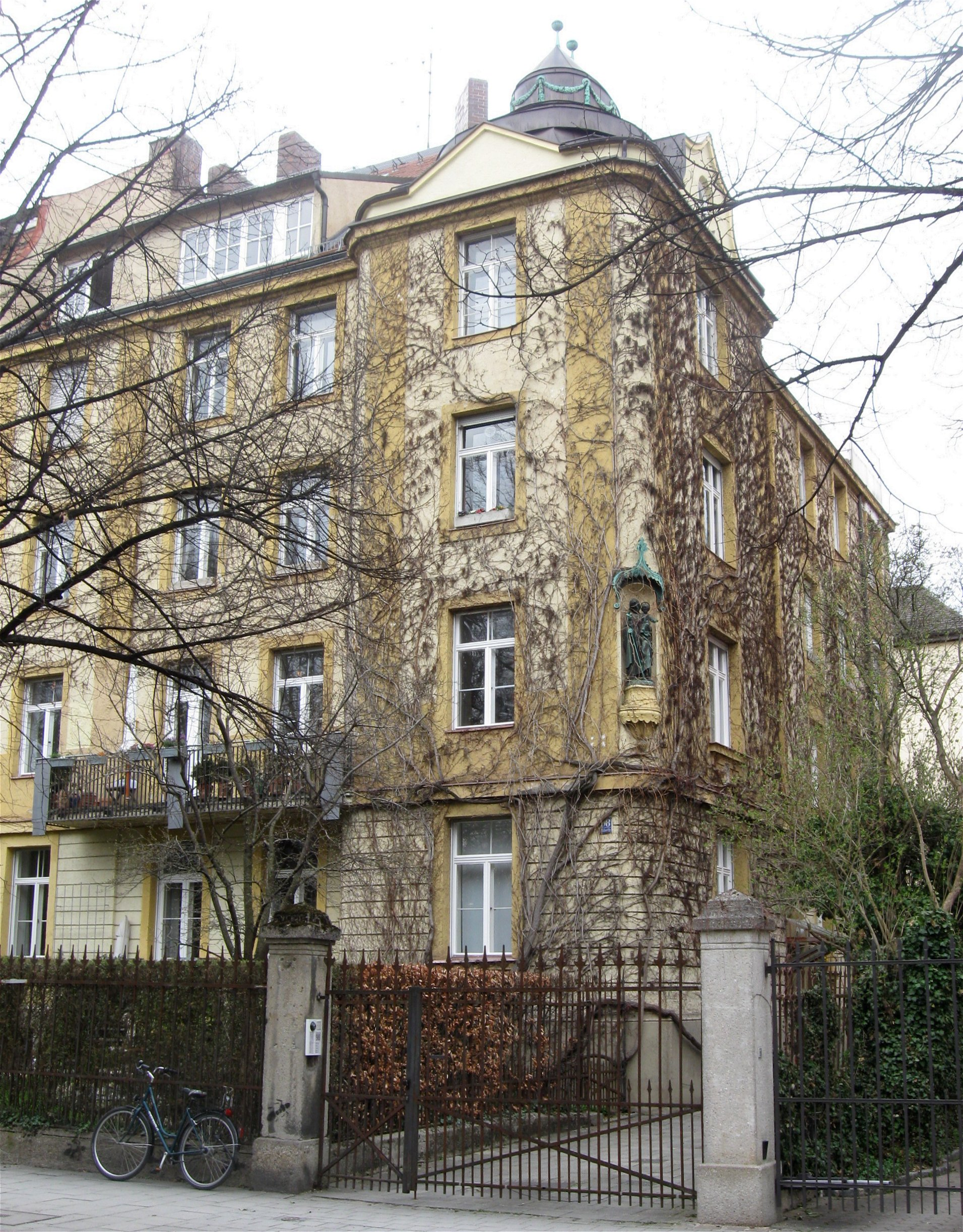
Haus Adalbertstraße 98 in München

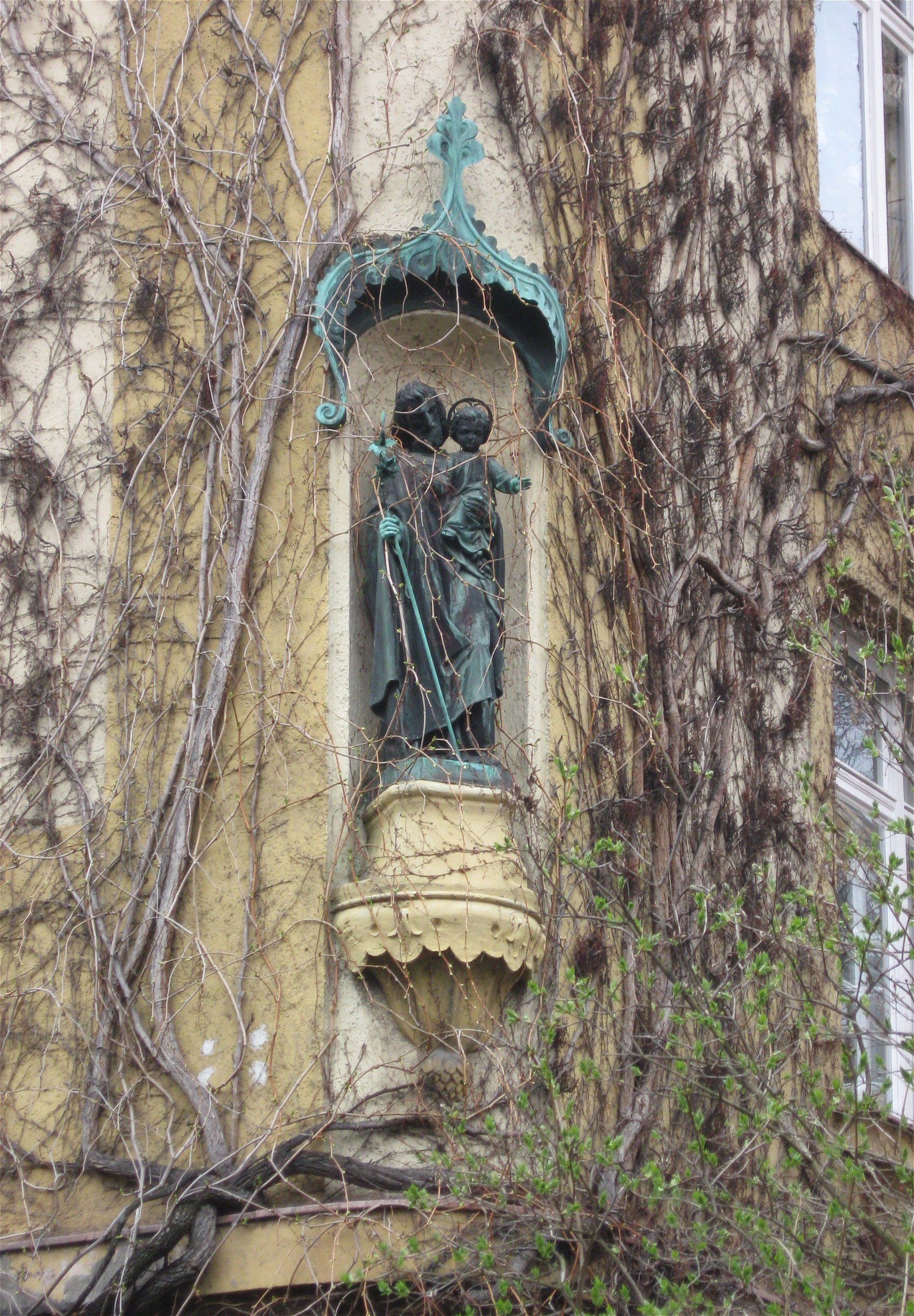
Figur des heiligen Josef mit Kind

Das Gebäude Adalbertstraße 98 im Stadtteil Maxvorstadt der bayerischen Landeshauptstadt München ist ein geschütztes Baudenkmal.

## Beschreibung
Der viergeschossige Eckbau in der Adalbertstraße wurde 1898 im klassizisierenden Jugendstil vermutlich von Martin Dülfer errichtet. Nach Kriegsschäden im Zweiten Weltkrieg wurde er wiederhergestellt und dabei wurde die Fassade geglättet. Das Mietshaus besitzt einen Eckrisalit mit der Figur des heiligen Joseph mit Kind, die von einer kupfernen Spitzhaube überdacht wird. Der Ziergiebel wird von einer Kuppel bekrönt. 
Die Einfriedung ist zeitgleich entstanden.